# Liu Chao-shiuan
Liu Chao-shiuan 劉兆玄 (10 maggio 1943) è un politico taiwanese.
È stato Primo ministro della Repubblica di Cina dal 2008 al 2009. È stato anche presidente della Soochow University e della National Tsing Hua University.

## Biografia
Liu Chao-shiuan nasce a Liuyang, nella provincia di Hunan, nel 1956 consegue la laurea presso la National Taiwan University, un master nel 1868 presso la Université de Sherbrooke e un dottorato di ricerca presso l'Università di Toronto nel 1971, tutti i suoi titoli accademici sono inerenti allo studio della chimica.
Liu ha anche scritto libri inerenti alle arti marziali.
Ha iniziato a ricevere l'attenzione del pubblico quando è stato il presidente della National Tsing-Hua University di Hsinchu prima del 1993.
Liu è stato Ministro dei Trasporti dal 1993 al 1996 e poi vice-premier dal 1997 al 2000. È diventato il Presidente della Soochow University nel 2004.
Successivamente è stato nominato Primo ministro della Repubblica di Cina, carica che ha ricoperto ufficialmente dal 20 maggio 2008 al 10 settembre 2009.